# Paquimetría corneal

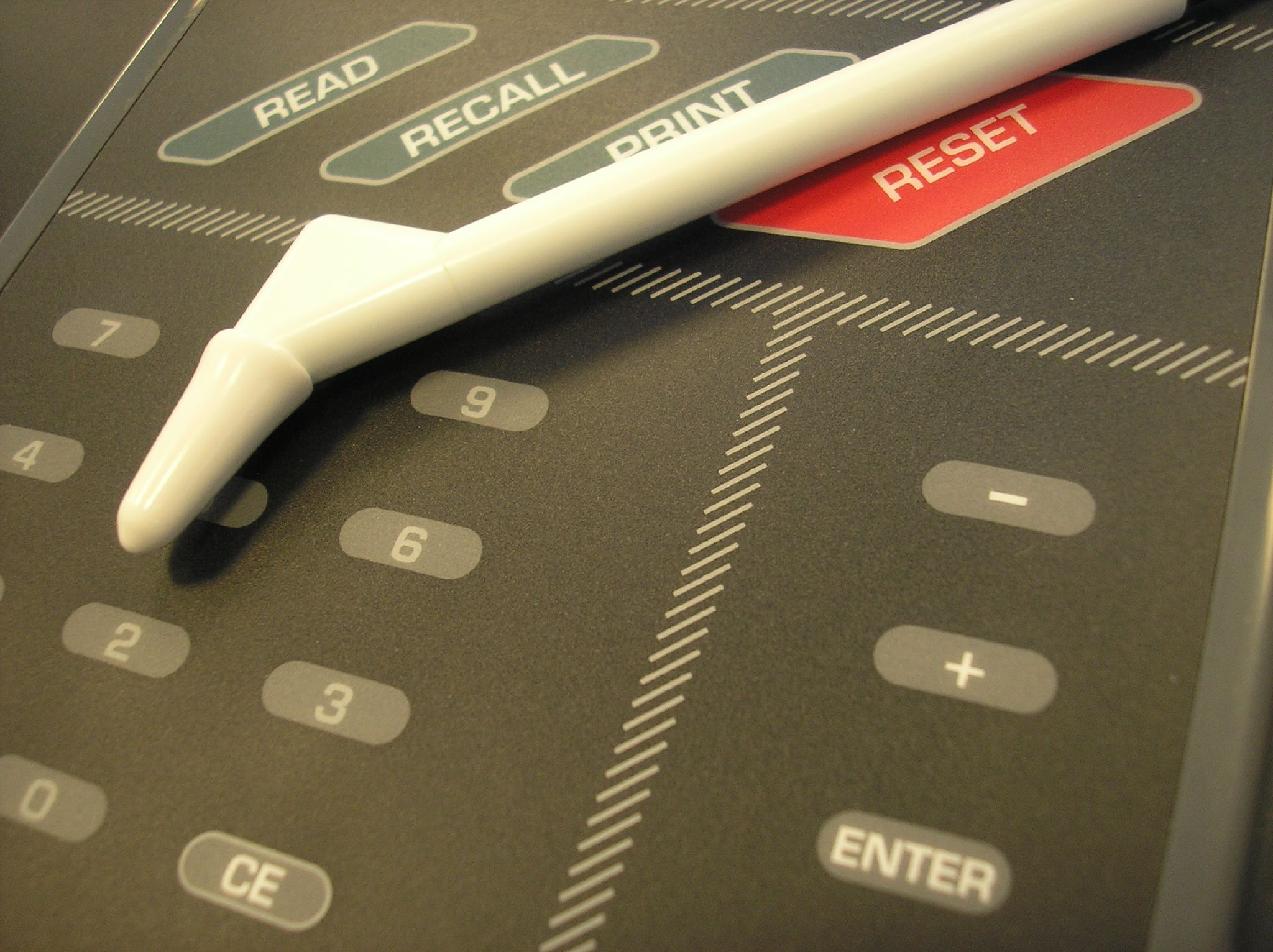
Un típico paquímetro ultrasonido.

La paquimetría corneal es el proceso de medir el grosor de la córnea. Un paquímetro es un dispositivo médico utilizado para medir el grosor de la córnea del ojo. Suele realizarse la paquimetría con anterioridad a una cirugía refractiva, para queratocono, LRI cirugía y es útil en la exploración para pacientes sospechados de glaucoma en desarrollo entre otros usos.

## Proceso
Puede hacerse utilizando métodos ultrasónicos u ópticos. Los métodos de contacto, tales como ultrasonidos y ópticos tales como microscopía confocal (CONFOSCAN), o métodos sin contacto como la biometría óptica con una cámara Scheimpflug única (como SIRIUS o PENTACAM), o una cámara dual Scheimpflug (como GALILEI) y Tomografía de Coherencia Óptica (OCT, como Visante) y Paquimetría de Coherencia Óptica en línea (OCP, como ORBSCAN). La paquimetría corneal es esencial antes de un procedimiento de cirugía refractiva para asegurar suficiente espesor de la córnea para evitar un abombamiento anormal de la córnea, un efecto secundario conocido como ectasia.

## Paquímetros
El instrumento utilizado para estos propósitos es el paquímetro. Un paquímetro convencional es un dispositivo que exhibe el grosor de la córnea, normalmente en micrómetros, cuándo el transductor ultrasónico toca la córnea. Las generaciones más nuevas de paquímetros ultrasónicos trabajan sobre la forma de la onda corneal Corneal Waveform (CWF). Utilizando esta tecnología el usuario puede capturar un ecograma de ultra-definición de la córnea, un poco como un escáner corneal. La paquimetría utilizando la forma de la onda corneal da al usuario más exactitud que medir el grosor corneal, verificando la fiabilidad de las medidas obtenidas, superponiendo las formas de las ondas corneales para controlar cambios en la córnea de un paciente con el tiempo, y estructuras de medida dentro de la córnea como microburbujas creadas durante los femto-segundos de cortes de solapa del láser.

## Indicaciones
La paquimetría corneal es esencial para otras cirugías corneales como las Incisiones Limbales de Relajación. La ILR suele usarse para reducir el astigmatismo corneal por hacer un par de incisiones de una profundidad particular y con un arco de longitud en un eje empinado de astigmatismo corneal. Al utilizar las mediciones del paquímetro el cirujano reducirá las posibilidades de perforar el ojo y mejora los resultados quirúrgicos. Generaciones más nuevas de paquímetros ayudarán a los cirujanos en proporcionar planos gráficos quirúrgicos para eliminar astigmatismo.
La paquimetría es también considerad una prueba importante en la detección temprana de glaucoma. En 2002, se dio a conocer el informe de cinco años del Estudio de Hipertensión Ocular (OHTS). Tal estudio informó que los grosores corneales medidos por la paquimetría corneal era un cuidadoso predictor de desarrollo de glaucoma al combinarse con medidas estándares de presión intraocular. A raíz de esos estudios y otros que le siguieron, la paquimetría corneal es hoy ampliamente utilizado por ambos investigadores y especialistas de glaucoma con mejores diagnósticos y detectando casos tempranos. Generaciones de más nuevos paquímetros tendrán la capacidad de ajustar la presión intraocular que se mide según el grosor corneal.

## Tecnología
Los dispositivos modernos emplean tecnología de ultrasonido, mientras los primeros modelos se basaban en principios ópticos. Los paquímetros tradicionales son dispositivos que proporcionan el grosor de la córnea humana en forma de un número en micrómetros mostrado al usuario. La nueva generación de paquímetros ultrasónicos trabajan usando la forma de la onda corneal (CWF). Utilizando esa tecnología el usuario puede capturar un ecograma de ultra definición de córnea, como un escáner de córnea. Estos paquímetros utilizando las formas de onda corneales permiten al usuario mayor exactitud en la medición del grosor corneal, y tiene la capacidad de comprobar la fiabilidad de las medidas que se obtuvieron, por la capacidad de superponer tales formas de ondas corneales para controlar el cambio de córnea de pacientes con el tiempo, tienen además la capacidad de medir estructuras situadas dentro de la córnea como microburbujas provocadas durante los cortes en femto-segundos de solapa del láser.

### Tecnología de forma de onda corneal
La tecnología de forma de onda corneal es la empleada en los paquímetros de última generación capturando con ecograma escaneado de la córnea. Los paquímetros tradicionales proporcionan el grosor de la córnea humana en forma de un número mostrado al usuario. La nueva generación de paquímetros da al usuario la capacidad de mostrar, guardar, y recordar, analizando y superponiendo las formas de onda corneales. La ventaja de éstos sobre los paquímetros convencionales es mayor exactitud en la medida de los grosores corneales, la capacidad de determinar cambios en el grosor corneal con el tiempo, y estructuras de medida dentro de la córnea como microburbujas generadas por el pulsado en femtosegundos de láser.